# 15e Primetime Emmy Awards
De 15e Primetime Emmy Awards, waarbij prijzen werden uitgereikt in verschillende categorieën voor de beste Amerikaanse televisieprogramma's die in primetime werden uitgezonden tijdens het televisieseizoen 1962-1963, vond plaats op 26 mei 1963.

## Winnaars en nominaties - televisieprogramma's
(De winnaars staan bovenaan in vet lettertype.)

### Dramaserie
(Outstanding Program Achievement in the Field of Drama)
- The Defenders
  - Alcoa Premiere
  - Naked City
  - The Dick Powell Theatre
  - The Eleventh Hour

### Komische serie
(Outstanding Program Achievement in the Field of Comedy)
- The Dick Van Dyke Show
  - McHale's Navy
  - The Beverly Hillbillies
  - The Danny Kaye Show With Lucille Ball

## Winnaars en nominaties - acteurs

### Hoofdrollen

#### Mannelijke hoofdrol
(Outstanding Continued Performance by an Actor in a Series (Lead))
- E.G. Marshall als Lawrence Preston in The Defenders
  - Vic Morrow als Sgt. Chip Saunders in Combat!
  - Ernest Borgnine als McHale in McHale's Navy
  - Paul Burke als Detective Adam Flint in Naked City
  - Dick Van Dyke als Robert "Rob" Petrie in The Dick Van Dyke Show

#### Vrouwelijke hoofdrol
(Outstanding Continued Performance by an Actress in a Series (Lead))
- Shirley Booth als Hazel Burke in Hazel
  - Irene Ryan als Granny in The Beverly Hillbillies
  - Mary Tyler Moore als Laura Meeker/Meehan Petrie in The Dick Van Dyke Show
  - Lucille Ball als Lucy Carmichael in The Lucille Ball Show
  - Shirl Conway als Liz Thorpe in The Nurses

### Bijrollen

#### Mannelijke bijrol
(Outstanding Performance in a Supporting Role by an Actor)
- Don Knotts als Barney Fife in The Andy Griffith Show
  - Paul Ford als Col. Wainwright Purdy III in Hallmark Hall of Fame
  - Hurd Hatfield als Lionel Rothschild in Hallmark Hall of Fame
  - Tim Conway als Ensign Charles Parker in McHale's Navy
  - Robert Redford in Alcoa Premiere

#### Vrouwelijke bijrol
(Outstanding Performance in a Supporting Role by an Actress)
- Glenda Farrell als Martha Morrison in Ben Casey
  - Kate Reid als Queen Victoria in Hallmark Hall of Fame
  - Nancy Malone als Libby Kingston in Naked City
  - Rose Marie als Sally Rogers in The Dick Van Dyke Show 
  - Davey Davison als Carey Sonnenberg in The Eleventh Hour